# Voila (Brașov)
Voila (deutsch Wolldorf, ungarisch Vojlea) ist eine Gemeinde im Kreis Brașov in der Region Siebenbürgen in Rumänien.

## Geographische Lage

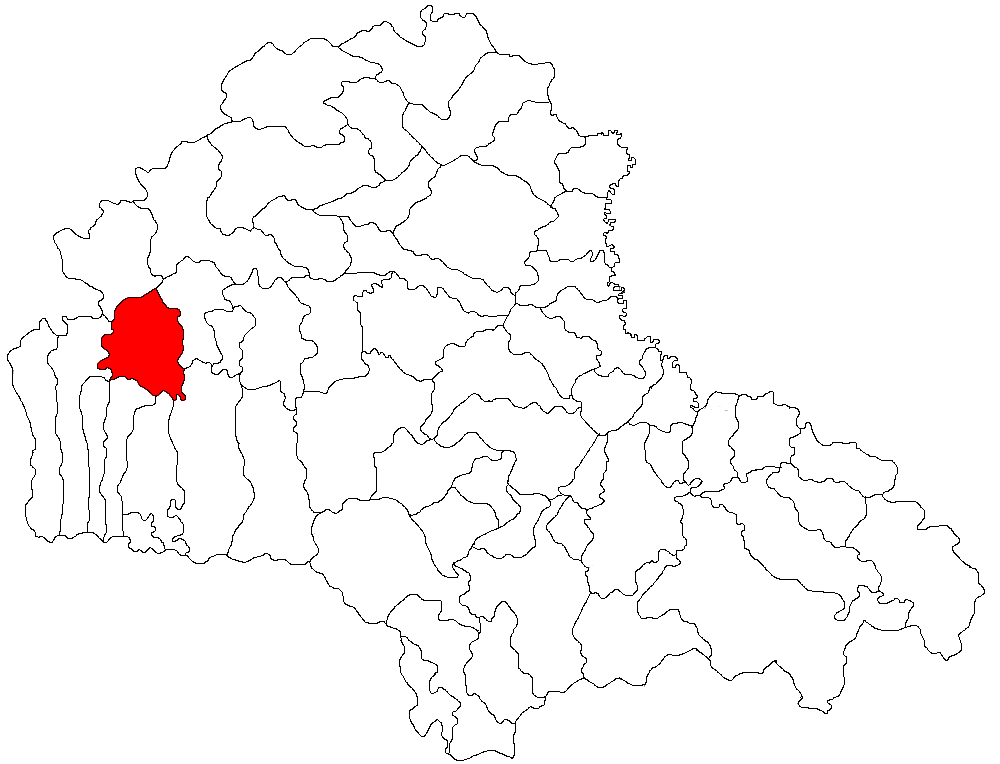
Lage der Gemeinde Voila im Kreis Brașov

Die Gemeinde Voila liegt im Süden des Siebenbürgischen Beckens in den Nordausläufern der Fogarascher Berge (Munții Făgăraș). Im Westen des Kreises Brașov an der Mündung des Baches Breaza in den Olt (Alt), an der Bahnstrecke Avrig–Făgăraș und an der Europastraße 68 liegt der Ort Voila elf Kilometer westlich von der Stadt Făgăraș (Fogarasch); die Kreishauptstadt Brașov (Kronstadt) befindet sich etwa 75 Kilometer südöstlich von Voila entfernt.

## Geschichte
Der Ort Voila wurde erstmals 1231 urkundlich erwähnt. Eine Besiedlung der Region deutet nach archäologischen Funden auf dem Areal des eingemeindeten Dorfes Cincșor (Kleinschenk) jedoch in die Frühbronzezeit zurück. Im Königreich Ungarn befand sich die Gemeinde Voila im Fogarascher Komitat.
Bis 2003 gehörte auch die heutige Gemeinde Sâmbăta de Sus (Ober-Mühlendorf) zur Gemeinde Voila.

## Bevölkerung
Die Bevölkerung der Gemeinde Voila entwickelte sich wie folgt:
| 1850 | 5.717 | 4.921 | 22  | 582 | 192            |
| 1910 | 6.860 | 5.788 | 348 | 629 | 97             |
| 1941 | 6.377 | 5.474 | 51  | 587 | 265            |
| 1977 | 6.168 | 5.588 | 33  | 381 | 166            |
| 1992 | 4.794 | 4.254 | 48  | 91  | 401            |
| 2002 | 4.618 | 4.186 | 30  | 40  | 362            |
| 2011 | 2.660 | 2.303 | 18  | 8   | 331            |
| 2021 | 2.863 | 2.306 | 6   | 6   | 545 (152 Roma) |

Seit der offiziellen Erhebung von 1850 wurde auf dem Gebiet der Gemeinde Voila die höchste Einwohnerzahl – gleichzeitig die der Rumänen und die der Magyaren – 1910 registriert. Die höchste Anzahl der Rumäniendeutschen (667) wurde 1880 und die der Roma (401) 1992 ermittelt. Des Weiteren wurden 1910 zehn Slowaken (1910 sieben und 1977 einer) und vier Ukrainer (2002 zwei), und 1930 und 1966 je ein Serbe registriert.

## Sehenswürdigkeiten
- Im eingemeindeten Dorf Cincșor (Kleinschenk): die evangelische Kirchenburg der Siebenbürger Sachsen, im 13. Jahrhundert errichtet, im 19. erneuert, steht unter Denkmalschutz.[7]
- Im eingemeindeten Dorf Sâmbăta de Jos (Unter-Mühlendorf) das Brukenthal-Schloss,[8] zwischen 1750 und 1760 durch Josef von Brukenthal – der Bruder von Samuel von Brukenthal – errichtet, ist seit 2002 im Besitz eines Forstunternehmens und befand sich 2017 in einem desolaten Zustand.[9] 2020 lassen lediglich noch einige Kachelöfen von der einstigen Ausstattung des Schlosses erahnen.[10] Das Schloss steht unter Denkmalschutz.[7]
- In Sâmbăta de Jos die rumänische-orthodoxe Kirche Adormirea Maicii Domnului, nach unterschiedlichen Angaben 1802[7] oder 1806[11] errichtet, stehen unter Denkmalschutz.[7]
- Im eingemeindeten Dorf Voivodeni die Kirche Adormirea Maicii Domnului, im 13. Jahrhundert errichtet und im 20. Jahrhundert erneuert[12] somit eine der ältesten Steinkirchen im Fogarascher Land und die Kirche Sf. Nicolae 1767 errichtet. Beide Kirchen stehen unter Denkmalschutz.[7]

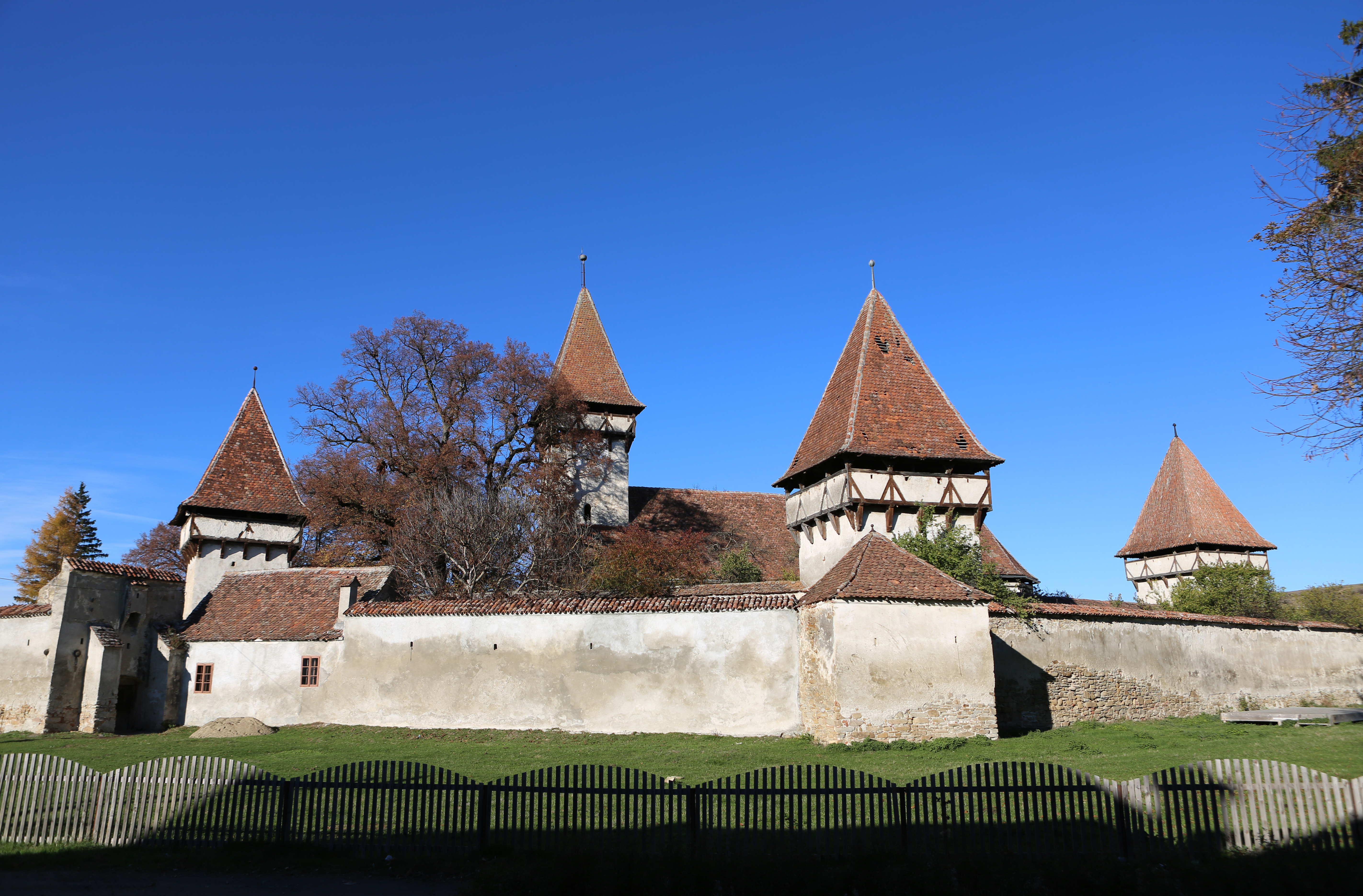
Siebenbürgisch-sächsische Kirchenburg in Kleinschenk (Cincșor)
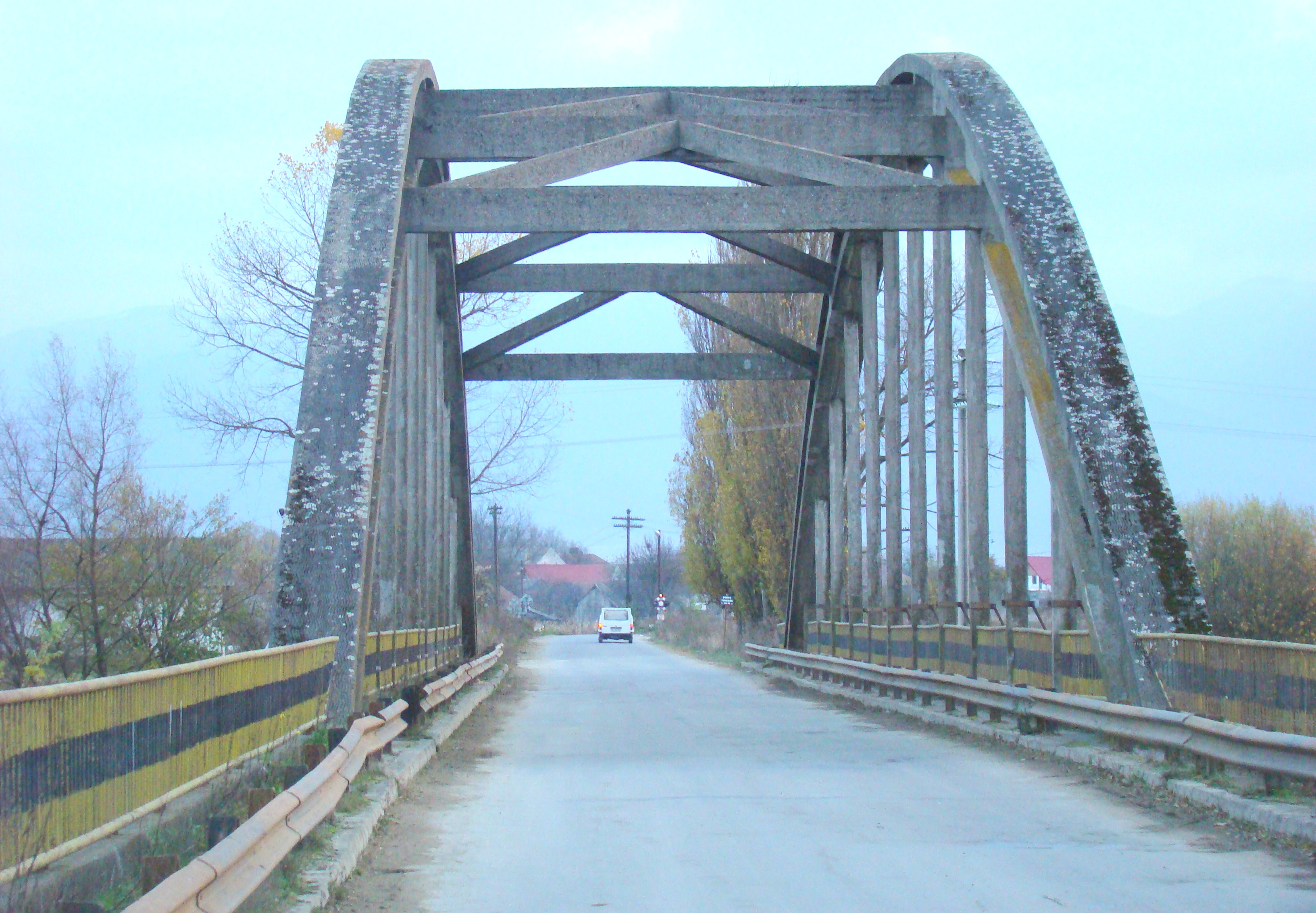
Brücke über den Alt bei Kleinschenk
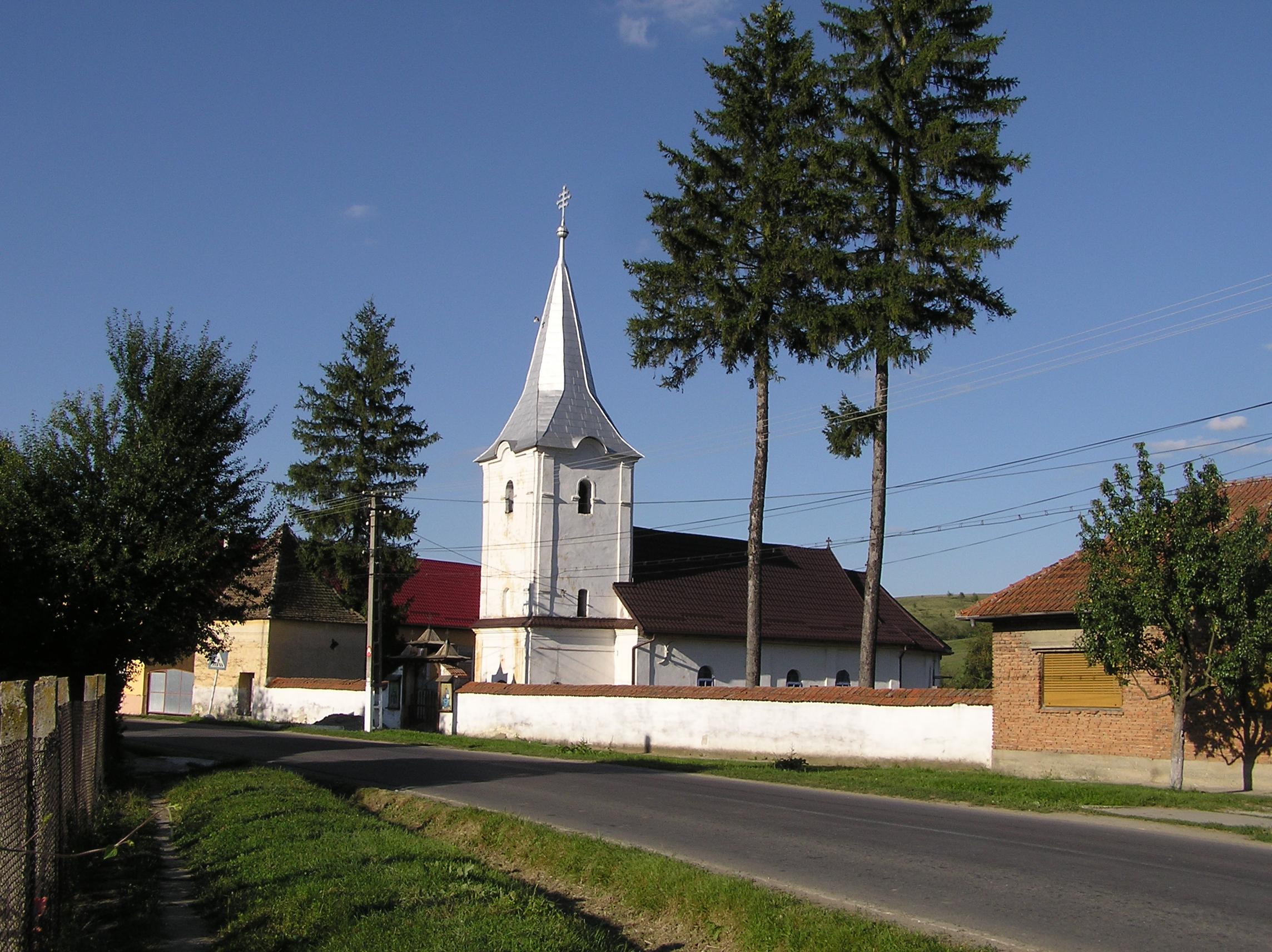
Orthodoxe Kirche in Kleinschenk (Cincșor), erbaut 1847